# Veringenstadt
Veringenstadt – miasto w Niemczech, w kraju związkowym Badenia-Wirtembergia, w rejencji Tybinga, w regionie Bodensee-Oberschwaben, w powiecie Sigmaringen, wchodzi w skład związku gmin Gammertingen. Leży w Jurze Szwabskiej, nad rzeką Lauchert, ok. 10 km na północ od Sigmaringen, przy drodze krajowej B32.